# 城市地理学

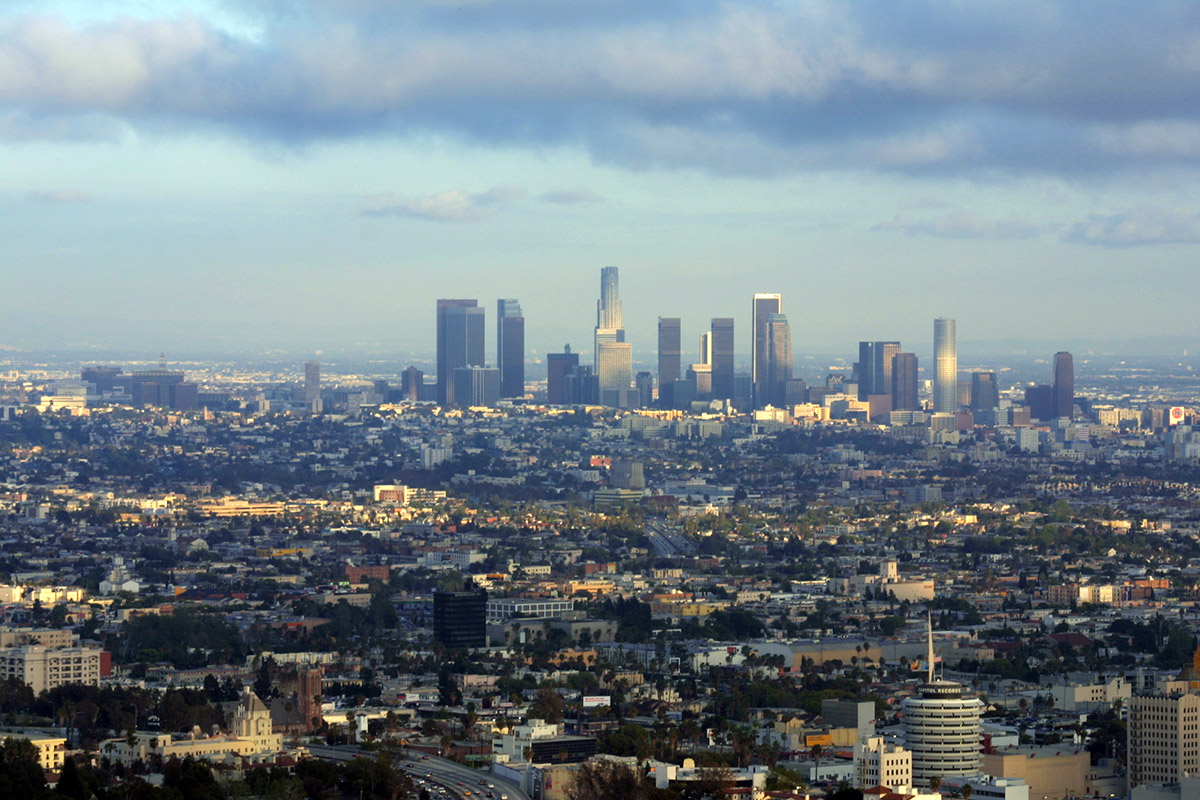
一座都市的群聚（天際線）是都市地理学研究的一環。

城市地理学是研究在不同地理环境下，城市形成、发展、组合分布和空间结构变化规律的学科，既是人文地理学中聚落地理学的重要分支，又是城市科学群的重要组成部分。
城市地理學研究的主軸包括了城市與地理環境的互動、經濟和自然資源的流動、發展模式和基礎設施、城市中作為行動者的人與非人、政治體制、城市治理、衰敗和復興以及社會空間包容、排斥和日常生活等概念。城市地理學在各個方面的研究有助於更好地了解全球城市環境發展所涉及的佈局和規劃，以揭示和预测世界各地区的城市发展與变化的規律性。

## 延伸閱讀
- 周一星. . 北京: 商务印书馆. 2003. ISBN 978-7-100-01523-3 （中文（中国大陆））.
- 许学强. . 北京: 高等教育出版社. 2009. ISBN 978-7-04-019871-3 （中文（中国大陆））.
- 陳伯中. . 台北: 三民. 1983. ISBN 978-957-14-0720-3 （中文（臺灣））.
- 薛益忠. . 台北: 三民. 2006. ISBN 978-957-14-4545-8 （中文（臺灣））.
- Doreen Massey; John Allen; Steve Pile. . 由王志弘翻译. 臺北市: 群學. 2009 （中文（臺灣））.